# Paranthidium vespoides
Paranthidium vespoides är en biart som först beskrevs av Heinrich Friese 1925.  Paranthidium vespoides ingår i släktet Paranthidium och familjen buksamlarbin. Inga underarter finns listade i Catalogue of Life.